# Manhattan (biograf, Stockholm)

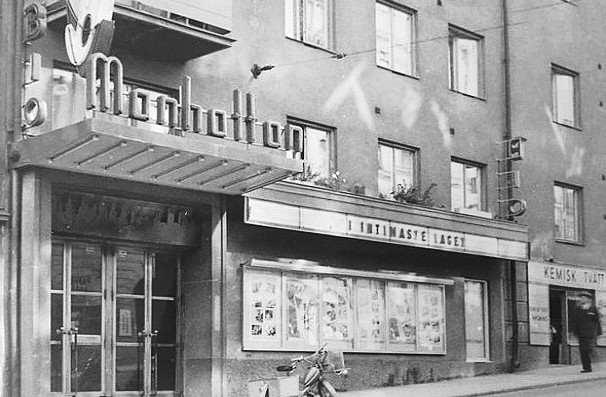
Biograf Manhattans entré 1959.

Manhattan (alternativa namn Ri-Manhattan och Rimondo) var en biograf vid Hantverkargatan 49 på Kungsholmen i Stockholm. Biografverksamheten började 1935 och upphörde 1982. Idag (2022) finns en porrklubb med namnet ”Manhattan Biograf’’ i lokalen.

## Historik

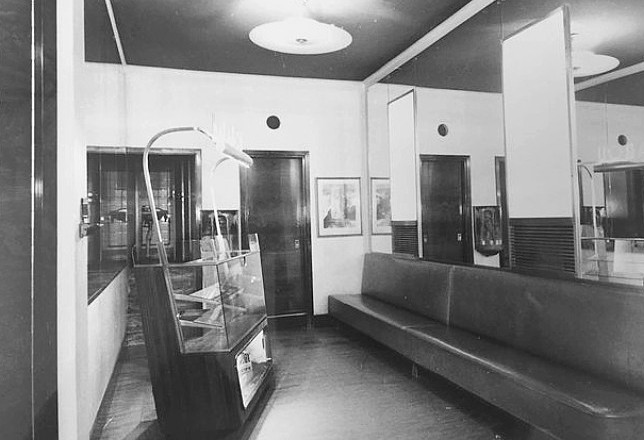
Biljetthallen på 1950-talet.

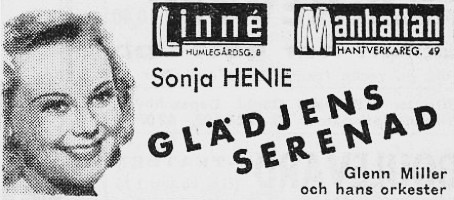
Biografannons från 1941. Man ger "Glädjens serenad" med Sonja Henie.

Manhattanbiografen inrättades i en nybyggd fastighet i kvarteret Päronträdet. Här tillkom ett hundratal nya bostadshus vid 1930-talets början och området kallades skämtsamt Manhattan som även blev biografens namn. Husets arkitekt var arkitektkontoret Bocander & Cronvall och för biografens interiör stod konstnären Gunnar Torhamn.
Biograf Manhattan ingick direkt från början i Karl Hjalmar Lundblads biografkedja Paradenbiograferna som hade sitt namn efter biografen Paraden. Utöver Manhattan ingick bland andra Strand, Fågel Blå, Caprice, Tranan och Esplanad.
Entrén markerades av en baldakin med neonskrift ”Manhattan” ovanpå. Via en glasad entrédörr gick man ner några trappsteg till foajén med biljetthallen vars väggar var hållna i gula färgtoner och taket målat i tegelröd kulör. Salongen låg i husets bottenvåning och sträckte sig till hörnet John Ericssonsgatan 22 där det även fanns en reservutgång. Salongens väggar var klädda med beigefärgad manchestersammet och hade 375 platser. Ridån gick i blått och silver. Som de flesta av Lundblads biografer var Manhattan en renodlad kvartersbiograf.
Efter Lundblads död övertogs Manhattan, liksom de övriga kvarvarande Paradenbiograferna av biografkedjan Ri-Teatrarna och hette därefter Ri-Manhattan. Efter en renovering 1967 återinvigdes Manhattan, nu som Rimondo. Den sista filmen visades 1982. Därefter framfördes porrfilm på video. Idag finns en porrklubb i lokalen som kallar sig Manhattan Biograf.

## Referenser

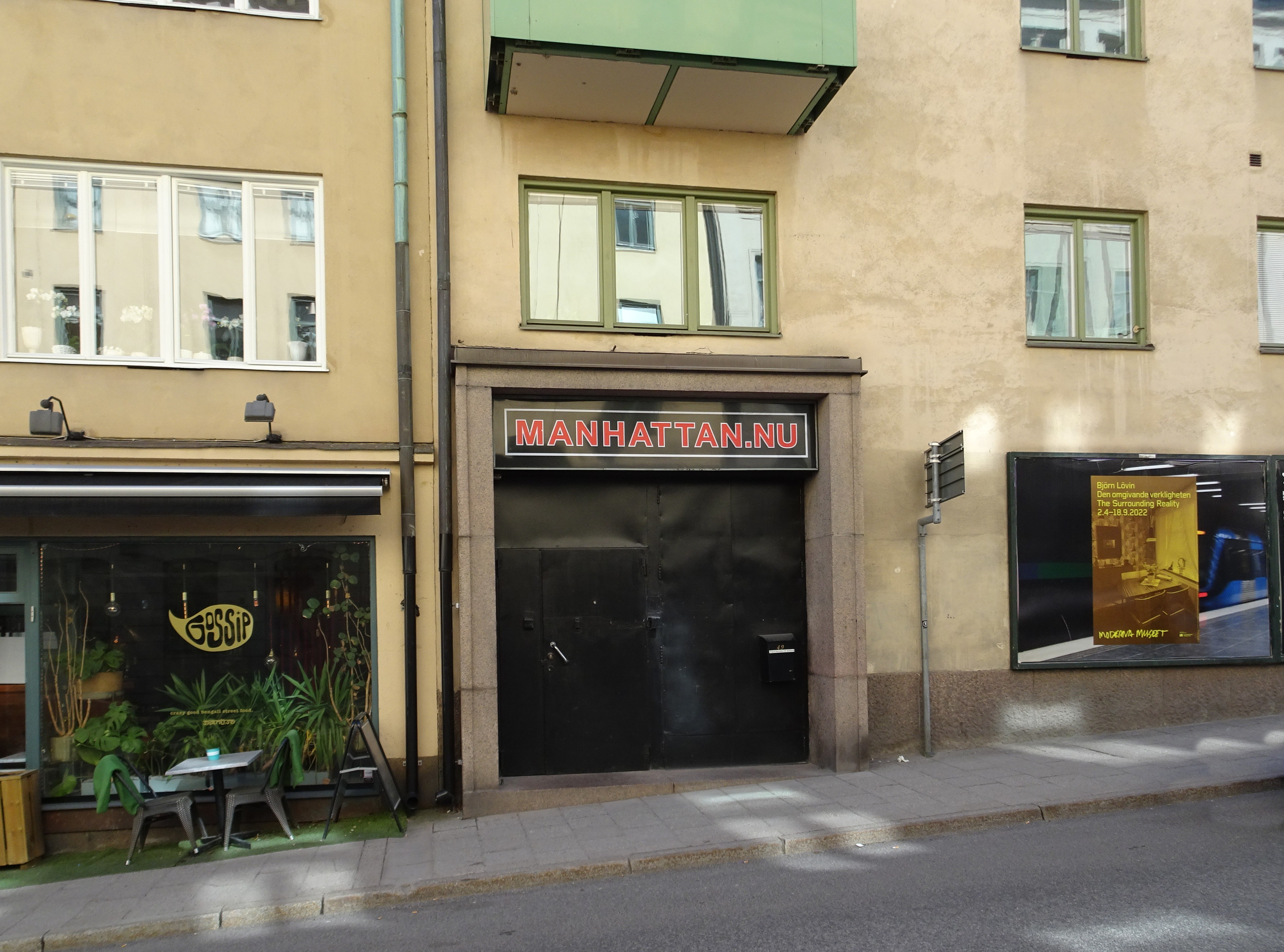
Manhatten i april 2022.